# Miguel Washington Ibarra
Miguel Washington Ibarra (Nueva York, Estados Unidos; 9 de agosto de 1984) es un futbolista estadounidense con nacionalidad ecuatoriana. Juega de defensa y su actual equipo es Espoli de la Segunda Categoría de Ecuador.

## Trayectoria
Llegó a las filas del Barcelona Sporting Club después de una serie de conflictos entre los presidentes de Barcelona y de Universidad Católica. El 11 de enero de 2011 llegaron a un acuerdo y el jugador firmó con Barcelona por un año a préstamo, siendo renovado el préstamo para la temporada 2012.

## Estadísticas
- Actualizado el 26 de abril de 2022.

### Clubes
| Espoli · Ecuador                                                             | 2003          | 1   | 0  | - | - | - | - | 1   | 0  |
| Espoli · Ecuador                                                             | 2004          | 2   | 0  | - | - | - | - | 2   | 0  |
| Espoli · Ecuador                                                             | 2005          | 18  | 0  | - | - | - | - | 18  | 0  |
| Espoli · Ecuador                                                             | 2006          | 30  | 0  | - | - | - | - | 30  | 0  |
| Espoli · Ecuador                                                             | 2007          | 42  | 1  | - | - | - | - | 42  | 1  |
| Espoli · Ecuador                                                             | 2008          | 30  | 2  | - | - | - | - | 30  | 2  |
| Espoli · Ecuador                                                             | 2009          | 39  | 3  | - | - | - | - | 39  | 3  |
| Espoli · Ecuador                                                             | Total club    | 162 | 6  | - | - | - | - | 162 | 6  |
| Universidad Católica · Ecuador                                               | 2010          | 25  | 2  | - | - | - | - | 25  | 2  |
| Universidad Católica · Ecuador                                               | Total club    | 25  | 2  | - | - | - | - | 25  | 2  |
| Barcelona S. C. · Ecuador                                                    | 2011          | 30  | 0  | - | - | - | - | 30  | 0  |
| Barcelona S. C. · Ecuador                                                    | 2012          | 19  | 0  | - | - | 1 | 0 | 20  | 0  |
| Barcelona S. C. · Ecuador                                                    | Total club    | 49  | 0  | - | - | 1 | 0 | 50  | 0  |
| Deportivo Quito · Ecuador                                                    | 2013          | 30  | 0  | - | - | - | - | 30  | 0  |
| Deportivo Quito · Ecuador                                                    | Total club    | 30  | 0  | - | - | - | - | 30  | 0  |
| Aucas · Ecuador                                                              | 2014          | 28  | 2  | - | - | - | - | 28  | 2  |
| Aucas · Ecuador                                                              | 2015          | 39  | 0  | - | - | - | - | 39  | 0  |
| Aucas · Ecuador                                                              | Total club    | 67  | 2  | - | - | - | - | 67  | 2  |
| Delfín S. C. · Ecuador                                                       | 2016          | 26  | 0  | - | - | - | - | 26  | 0  |
| Delfín S. C. · Ecuador                                                       | Total club    | 26  | 0  | - | - | - | - | 26  | 0  |
| Liga de Loja · Ecuador                                                       | 2017          | 22  | 0  | - | - | - | - | 22  | 0  |
| Liga de Loja · Ecuador                                                       | Total club    | 22  | 0  | - | - | - | - | 22  | 0  |
| Espoli · Ecuador                                                             | 2019          | 19  | 1  | 0 | 0 | - | - | 19  | 1  |
| Espoli · Ecuador                                                             | 2021          | 17  | 4  | 0 | 0 | - | - | 17  | 4  |
| Espoli · Ecuador                                                             | 2022          | 0   | 0  | 0 | 0 | - | - | 0   | 0  |
| Espoli · Ecuador                                                             | Total club    | 36  | 5  | 0 | 0 | - | - | 36  | 5  |
| Total carrera                                                                | Total carrera | 417 | 15 | 0 | 0 | 1 | 0 | 418 | 15 |
| (1) Incluye datos de la Copa Libertadores, Copa Sudamericana y Copa Ecuador. |               |     |    |   |   |   |   |     |    |

## Palmarés

### Campeonatos nacionales
| Título              | Club            | País    | Año  |
| ------------------- | --------------- | ------- | ---- |
| Campeonato Nacional | Barcelona S. C. | Ecuador | 2012 |
| Serie B             | Aucas           | Ecuador | 2014 |